# Jonne Aaron
Jonne Aaron Liimatainen (Tampere, 30 agosto 1983) è un cantante finlandese.
Divenne uno degli giovani idoli e cantanti rock più prominenti negli anni 2000. È conosciuto come cantante, compositore, paroliere e frontman della band glam rock finlandese Negative.
Nel 2012, Aaron prese parte alla serie di Vain elämää, la versione finlandese di The Best Singers, pubblicata dalla rete Nelonen.
Nel 2014 Aaron pubblicò il suo secondo album, Risteyksessä, da cui venne estratto un singolo, Yksin, che raggiunse la classifica dei brani più trasmessi in radio.

## Vita privata
Jonne Aaron è il fratello di Ville Liimatainen, cantante della band glam rock finlandese Flinch. Ha frequentato per 9 anni l'attrice di Star Wreck: In the Pirkinning Tiina Routamaa ma si sono separati nell'estate del 2011.

## Discografia

### Come solista

#### Album
| Anno | Titolo       | Classifica | Vendite | Certificazione |
| Anno | Titolo       | FIN        | Vendite | Certificazione |
| ---- | ------------ | ---------- | ------- | -------------- |
| 2013 | Onnen vuodet | 1          | 17 615  | Disco d'oro    |
| 2014 | Risteyksessä | 4          | -       | -              |

#### Singoli
| Anno | Titolo              | Classifica | Classifica | Classifica | Vendite | Certificazione | Album        |
| Anno | Titolo              | SL         | LL         | RL         | Vendite | Certificazione | Album        |
| ---- | ------------------- | ---------- | ---------- | ---------- | ------- | -------------- | ------------ |
| 2013 | Taivas itkee hiljaa | -          | 16         | -          | -       | -              | Onnen vuodet |
| 2013 | Ihanaa elämää       | -          | -          | 86         | -       | -              | Onnen vuodet |
| 2014 | Yksin               | -          | 2          | 1          | -       | -              | Risteyksessä |

#### Partecipazioni
| Anno | Titolo       | Classifica | Classifica | Classifica | Vendite | Certificazione | Album      |
| Anno | Titolo       | SL         | LL         | RL         | Vendite | Certificazione | Album      |
| ---- | ------------ | ---------- | ---------- | ---------- | ------- | -------------- | ---------- |
| 2012 | Anna mä meen | 1          | 1          | -          | -       | -              | Sokka irti |

#### Altri brani in classifica
| Anno | Titolo          | Classifica | Classifica | Classifica | Vendite | Certificazione | Album              |
| Anno | Titolo          | SL         | LL         | RL         | Vendite | Certificazione | Album              |
| ---- | --------------- | ---------- | ---------- | ---------- | ------- | -------------- | ------------------ |
| 2012 | Kylmä ilman sua | 8          | 3          | -          | -       | -              | Vain elämää        |
| 2012 | Satulinna       | 20         | 27         | -          | -       | -              | Vain elämää        |
| 2012 | Lintu ja lapsi  | -          | 10         | -          | -       | -              | Vain elämää jatkuu |